# Livonia (Nova York)
Livonia és una població dels Estats Units a l'estat de Nova York. Segons el cens del 2000 tenia 1.373 habitants.

## Demografia
Segons el cens del 2000, Livonia tenia 1.373 habitants, 534 habitatges, i 370 famílies. La densitat de població era de 519,7 habitants/km².
Dels 534 habitatges en un 40,3% hi vivien nens de menys de 18 anys, en un 51,9% hi vivien parelles casades, en un 13,7% dones solteres, i en un 30,7% no eren unitats familiars. En el 25,5% dels habitatges hi vivien persones soles l'11% de les quals corresponia a persones de 65 anys o més que vivien soles. El nombre mitjà de persones vivint en cada habitatge era de 2,57 i el nombre mitjà de persones que vivien en cada família era de 3,09.
Per edats la població es repartia de la següent manera: un 30,6% tenia menys de 18 anys, un 6,6% entre 18 i 24, un 30% entre 25 i 44, un 22,3% de 45 a 60 i un 10,5% 65 anys o més.
L'edat mediana era de 35 anys. Per cada 100 dones de 18 o més anys hi havia 89,1 homes.
La renda mediana per habitatge era de 49.688 $ i la renda mediana per família de 55.096 $. Els homes tenien una renda mediana de 41.310 $ mentre que les dones 25.069 $. La renda per capita de la població era de 21.115 $. Entorn del 3,5% de les famílies i el 6% de la població estaven per davall del llindar de pobresa.